# Banco Nacional de Desarrollo
El Banco Nacional de Desarrollo fue una institución bancaria argentina cuyo fin fue el de financiar proyectos productivos.
Más conocido como BANADE, fue creado en 1944 con el nombre de Banco de Crédito Industrial de la República Argentina con el fin de aportar a la sustitución de importaciones durante el desarrollo de la Segunda Guerra Mundial. Durante el gobierno de facto del general Roberto Marcelo Levingston fue transformado en el BANADE, Banco Nacional de Desarrollo, por el entonces ministro de economía Aldo Ferrer, en el año 1970.
En 1990, durante la presidencia de Carlos Saúl Menem, el Banco fue intervenido hasta que fue declarado en proceso de liquidación tres años después. Le sobrevive el Club Banade, en la localidad de Martínez, Partido de San Isidro, creado para su personal durante la presidencia de Arturo Umberto Illia.